# فلاديمير كونستانتينوف
فلاديمير كونستانتينوف (مواليد 19 نوفمبر 1956) هو سياسي روسي عضو في حزب روسيا الموحدة ويعد من أبرز الداعمين لضم الاتحاد الروسي للقرم.